# Кулинарство
Кулинарство (енгл. cuisine, од француске речи cuisine, која значи „кување”; уметност кувања, кухиња; а корен речи је из латинског језика, coquere, што значи „кувати”) је вештина и традиција припремања јела, повезана са обичајима и навикама, али представља и посебан вид уметности, који се односи на украшавање и сервирање. Исхрана је један од најважнијих чинилаца који условљавају здравље и утичу на радну способност. Њеним познавањем и разумевањем омогућено је да се утиче на животне процесе у организму.
Религија својим законима и правилима у исхрани утиче на кулинарство, као и многи други фактори, попут приступачности састојака који су потребни за припремање јела, тј. да ли су локални или се увозе. Значајни су и услови под којима се храна узима, као што су добро расположење, лепо постављен, декорисан сто, као и лепо посуђе и прибор, на укусан начин понуђена храна.
У ужем смислу кулинарство се схвата као претварање хемијских својстава хране кроз топлотну обраду чиме се храни мијењају: укус, изглед или јестива својства. Топлотна обрада је познатија као кување. Регионалне традиције припреме храте, обичаји и састојци се често комбинују да се креирају јела која су јединствена за дати регион.
Развојем трговине, али и начина за чување, складиштење, транспорт хране, као и продужавање века трајања намирницама, омогућено је да се готово свака национална кухиња може припремити било где на свету.  Данас су најпознатије медитеранске кухиње (француска, италијанска, грчка) као и  индијска, кинеска национална кухиња. Такође се, у складу са савремени животом, стварају и нови режими исхране.
Најважнији састојци хране су беланчевине, масти, угљени хидрати, витамини, минералне материје и вода. Све животне намирнице не садрже подједнако материје које су организму потребне. Вештина правилне исхране састоји се у састављању јеловника и припремању хране.

## Исхрана
Исхрана се поистовећује са уношењем хранљивих материја (хране и пића), али она представља и уживање у трпези. Ово је веома сложен процес, међусобно повезаних активности које чине „националну кухињу”.
Национална кухиња обухвата избор намирница, њихово узгајање, припрему јела, амбијент у коме се храна сервира, као и начин како се сервира.

### Намирнице
Уобичајена је подела намирница према пореклу, хемијском саставу или према сличности у погледу биолошке вредноти и улоге у организму. Намирнице делимо на:
- намирнице животињског порекла (месо и месне прерађевине, риба, јаја, млеко и млечни производи, разне масноће)
- намирнице биљног порекла (житарице, воће, поврће, биљна уља)

## Фактори који утичу на кухињу
Неки фактори који утичу на регионалну кухињу укључују климу подручја, трговину између различитих земаља, религијске или самптуарне законе и размену кулинарске културе. На пример, тропска дијета може у већој мери да буде заснована на воћу и поврћу, док би поларна дијета могла више да се ослања на месо и рибу.
Клима подручја, у великој мери, одређује домаћу храну која је доступна. Поред тога, клима утиче на очување хране. На пример, храна конзервирана за зимску конзумацију димљењем, сушењем и кисељењем, остала је значајна у светским кухињама због њихових измењених укуса.
Трговина између различитих земаља такође у великој мери утиче на регионалну кухињу. Датирајући уназад из древне трговине зачинима, зачини као што су цимет, касија, кардамон, ђумбир и куркума били су важна трговачка роба у најранијој еволуцији трговине. Цимет и касија су доспели до Блиског истока пре најмање 4000 година. Извесне намирнице и припреме хране су обавезне или забрањене религијским или самптуарним законима, као што су исламски закони о исхрани и јеврејски закони о исхрани.
Размена кулинарске културе је такође важан фактор за кухињу у многим регионима: прва јака и директна изложеност Јапана западу дошла је са доласком европских мисионара у другој половини 16. века. У то време, комбинација шпанске и португалске технике за пржење дивљачи са кинеском методом за кување поврћа у уљу довела је до развоја темпуре, „популарног јапанског јела у коме су плодови мора и многе врсте поврћа обложени тестом и дубоко пржени”.

## Утицај топлоте на својства хране
Приликом припреме хране, под утицајем температуре одређене намирнице мењају своје карактеристике. Промене у хемијском саставу уочавају се кроз:
- мирис
- укус
- текстуру
- и боју

## Кулинарске методе
Сљедеће методе обраде хране користе топоту за обрађивање хране:
- Печење - поступак при коме се намирнице излажу дејству топлоте без довољно масноће, при чему се на површини ствара кора (која се тешко вари) и која онемогућава продирање топлоте у унутрашњост, тако да храна може да остане недовољно печена.
- Кување - током кога се беланчевине хране згрушавају, умерено кување чини их лакше сварљивим од сирових, а предуго их доводи у стање неподесно за разграђивање.
- Пржење - је пречење намирница на масти, односно уљу, чијим загревањем се стварају продукти који храни дају пријатан мирис и укус, али су тешко сварљиви.
- Роштиљање (грилирање) хране намирнице се омекшају непосредним дејством топлотних зрака при температури од око 350° C. Грилирају се обично мањи комади меса, рибе, али је могуће грилирати и воће и поврће. Овим поступком намирница се истовремено омекшава у свим слојевима, што није случај код осталих метода термичке обраде.
- Излагање микроталасима - погодно за размрзавање, подгревање и кување намирница са великим садржајем воде
- Димљење
- Динстање

Сљедеће методе спадају у хладне методе обраде:
- Кисељење
- Сушење
- Саламурење
- Мљевење